# Amphithemis vacillans
Amphithemis vacillans là loài chuồn chuồn trong họ Libellulidae. Loài này được Selys mô tả khoa học đầu tiên năm 1891.